# Gebr.
Gebr. is een Nederlandstalig jeugdboek, geschreven door Ted van Lieshout. Het werd uitgegeven in 1996 door uitgeverij Van Goor (Amsterdam). Vanaf 2011 werd het boek verschillende malen herdrukt door uitgever Gottmer (12e druk: 2023). De doelgroep is 14+.

## Vertalingen en prijzen
Het boek werd vertaald in het Duits, Deens, Noors, Engels, Ests, Frans, Italiaans, Koreaans en Zweeds.
In 1997 werd het boek Gebr. bekroond met de Zilveren Zoen. In Duitsland won Gebr., in de vertaling Bruder van Mirjam Pressler, de Duitse Jeugdliteratuurprijs (1999).

## Inhoud
Luuks jongere broer Marius (of Maus) is op 14-jarige leeftijd overleden aan een stofwisselingsziekte. Zijn vader, moeder en Luuk zelf rouwen elk op hun eigen manier. Zijn moeder wil alle spullen van Maus verbranden, maar Luuk houdt het dagboek. Hij schrijft er ook in, waardoor er een gesprek ontstaat tussen de levende en de overleden broer.
In het dagboek schrijft Maus over zijn homoseksuele gevoelens en over zijn aftakelingsproces, waar de artsen geen diagnose en behandeling voor kunnen vinden.
Luuk vraagt zich af of je nog broers bent als je broer niet meer leeft; waar ook de titel, het gehalveerde woord "gebr", naar verwijst.

## Boekbesprekingen
Na verschijning verschenen er in verschillende kranten besprekingen van het boek.
- "Ondanks het drama van een levenslustige puber op weg naar de dood is Gebr. echter geen zwaar boek. Ted van Lieshout geeft de tragiek licht en lucht mee door ironie en een stevige, soms relativerende pubertaal, waarin voor zieligheid geen plaats is. (...) Luuk blijft alleen achter en denkt na over hun "broederschap": hun homoseksualiteit maakte hen heel erg aan elkaar gelijk, maar Marius' ziekte dreef hen uit elkaar. (...) In een droom van Luuk drijven de twee helften van het eiland uit elkaar, maar komen elkaar aan de andere kant van de aardbol weer tegen. (...) Tot nu toe waren er weinig goede jeugdromans over homoseksualiteit. (...) Gebr. is authentieker, directer, levendiger, eenvoudiger te lezen, en minstens zo sterk". (Lieke van Duin, Trouw, 1996).[1]